# Günther Haase
Günther Haase (Alemania, 11 de junio de 1925) es un clavadista o saltador de trampolín alemán retirado especializado en plataforma de 10 metros, donde consiguió ser medallista de bronce olímpico en 1952.

## Carrera deportiva
En los Juegos Olímpicos de 1952 celebrados en Helsinki (Finlandia) ganó la medalla de  en los saltos desde la plataforma de 10 metros, con una puntuación de 141 puntos, tras el estadounidense Samuel Lee (oro con 156 puntos) y el mexicano Joaquín Capilla (plata con 145 puntos).